# Austrogomphus amphiclitus
Austrogomphus amphiclitus е вид водно конче от семейство Gomphidae. Видът не е застрашен от изчезване.

## Разпространение
Разпространен е в Австралия (Нов Южен Уелс).